# Nejlepší veterán (ELH)
Nejlepší veterán bylo ocenění pro hokejistu české hokejové extraligy, který byl již velmi zkušený a v této kategorii byl shledán nejlepším. Toto ocenění udělovaly ZN Noviny a trofej byla udělována od sezóny 1994/95 do sezóny 1997/98.

## Držitelé
| Sezóna    | Hráč             | Tým                     |
| --------- | ---------------- | ----------------------- |
| 1994/1995 | Antonín Stavjaňa | HC Dadák Vsetín         |
| 1995/1996 | Vladimír Jeřábek | HC Chemopetrol Litvínov |
| 1996/1997 | Richard Žemlička | HC Sparta Praha         |
| 1997/1998 | Antonín Stavjaňa | HC Petra Vsetín         |